# Fusicladium carpineum
Fusicladium carpineum är en svampart som först beskrevs av Ellis & Everh., och fick sitt nu gällande namn av U. Braun & K. Schub. 2002. Fusicladium carpineum ingår i släktet Fusicladium och familjen Venturiaceae.   Inga underarter finns listade i Catalogue of Life.